# قرصعنة عملاقة
القِرصَعنة العملاقة نوع نباتي عشبي يتبع جنس القِرصَعنة من الفصيلة الخيمية.

## الموئل والانتشار
موطنها تركيا والقوقاز.